# Melissa Müller
Melissa Müller (* 1967 in Wien) ist eine österreichische freie Journalistin und Schriftstellerin.

## Leben
Melissa Müller studierte zunächst Germanistik und Betriebswirtschaftslehre. Danach arbeitete sie für verschiedene Wirtschaftsredaktionen und -magazine in Wien und München.
Mitte der 1990er Jahre entschloss sie sich, eine Biografie über Anne Frank zu schreiben und die historischen Lücken im Tagebuch der Anne Frank durch Recherche zu füllen. Sie befragte Historiker, Archive, Zeitzeugen, reiste u. a. nach Israel und in die USA. Das Buch Das Mädchen Anne Frank, mit dem Melissa  Müller internationales Aufsehen erregte, wurde 1998 veröffentlicht und in mehr als 20 Sprachen übersetzt. Drei Jahre später erschien die Verfilmung Anne Frank mit Ben Kingsley und Hannah Taylor-Gordon in den Hauptrollen. Der Film wurde mit dem Emmy-Award ausgezeichnet. 2012 wirkte Müller in Katharina Hoiers Dokumentarfilm Das Tagebuch der Anne Frank – Geschichte eines Verrats mit.
Bei den Recherchen zu einem Folgeprojekt über Künstler im Nationalsozialismus lernte Müller Traudl Junge kennen. Ursprünglich wollte die Autorin Adolf Hitlers Sekretärin über den Kunstgeschmack des „Führers“ befragen. Aus den Gesprächen entstand jedoch die Biografie Bis zur letzten Stunde. Hitlers Sekretärin erzählt ihr Leben.
Das Buch war am 4. März 2002 auf Platz 1 der Spiegel-Bestseller Liste Sachbuch Hardcover und hielt sich mehr als ein Jahr auf der Liste. Es wurde in rund 25 Sprachen übersetzt und diente als eine der Grundlagen für den Oscar-nominierten Film Der Untergang aus dem Jahre 2004, der außerdem zwei Szenen aus dem Interview Im toten Winkel – Hitlers Sekretärin enthält.
2008 schrieb Melissa Müller zusammen mit Monika Tatzkow Verlorene Bilder, verlorene Leben. Das „Buch erzählt von den Schicksalen jüdischer Kunstsammler – und davon, wie man nach 1945 mit ihnen umging.“
Melissa Müller lebt mit ihrer Familie in München.

## Werke
- Die kleinen Könige der Warenwelt. Kinder im Visier der Werbung. Campus, Frankfurt am Main 1997, ISBN 3-593-35679-1.
- Das Mädchen Anne Frank. Biografie. mit einem Nachwort von Miep Gies. Claassen, München 1998, ISBN 3-546-00151-6. Um unbekanntes Material erweiterte Neuausgabe: Fischer, Frankfurt am Main 2013, ISBN 978-3-596-18902-1.
- mit Monika Czernin: Picassos Friseur. Kiepenheuer und Witsch, Köln 2001, ISBN 3-462-02980-0.
- Bis zur letzten Stunde. Hitlers Sekretärin erzählt ihr Leben. Claassen, München 2002, ISBN 3-546-00311-X.
- mit Reinhard Piechocki: Alice Herz-Sommer – „Ein Garten Eden inmitten der Hölle.“ Ein Jahrhundertleben. Droemer, München 2006, ISBN 3-426-27389-6.
- mit Monika Tatzkow u. a.: Verlorene Bilder, verlorene Leben – Jüdische Sammler und was aus ihren Kunstwerken wurde. Elisabeth-Sandmann, München 2008, ISBN 978-3-938045-30-5.
- Mit dir steht die Welt nicht still. Eine Liebe nach dem Holocaust. Diogenes, Zürich 2025, ISBN 978-3-257-07291-4.

Als Herausgeberin
- Zwei Spuren im Schnee. Brandstätter, Wien 1994, ISBN 3-85447-499-7.
- Das Paradies der Erde. Brandstätter, Wien 1994, ISBN 3-85447-538-1.
- Zum neunzehnten Loch. Brandstätter, Wien 1995, ISBN 3-85447-559-4.
- Vom blauen Dunst. Brandstätter, Wien 1995, ISBN 3-85447-560-8.
- Bitte recht freundlich! Brandstätter, Wien 1995, ISBN 3-85447-561-6.
- Lust aufs Zweitbuch. Brandstätter, Wien 1995, ISBN 3-85447-581-0.
- Up up and away! Brandstätter, Wien 1995, ISBN 3-85447-594-2.

## Drehbücher
- 2004 Hitler und der Adel, Dokumentarfilm
- 2010 Der Traum vom Gelobten Land – Theodor Herzl und das moderne Israel, Dokumentarfilm, ZDF
- 2013 Universum History – Die Mätressen des Wiener Kongress, Doku (Reihe), ORF
- 2014 Universum History – Diplomatische Liebschaften. Die Mätressen des Wiener Kongresses, Doku (Reihe), ORF